# Haruka Kaji
Haruka Kaji (japanisch 加治 遥 Kaji Haruka; * 25. September 1994 in Tsuyama, Präfektur Okayama) ist eine japanische Tennisspielerin.

## Karriere
Haruka Kaji begann mit sieben Jahren das Tennisspielen und bevorzugt Hartplätze. Sie spielt vor allem auf der ITF Women’s World Tennis Tour, wo sie bislang sieben Titel im Einzel und sechs im Doppel gewinnen konnte.
2013 erreichte sie das Achtelfinale des Dunlop World Challenge Tennis Tournament.
2014 startete sie in der Qualifikation zum Japan Women’s Open Tennis, wo sie gegen Latisha Chan mit 3:6 und 1:6 verlor.
2015 erreichte sie zusammen mit ihrer Partnerin Yuka Higuchi das Viertelfinale im Damendoppel der Dunlop Srixon World Challenge.
2017 gewann sie mit der japanischen Mannschaft die Bronzemedaille bei der Sommer-Universiade. Bei den Toray Pan Pacific Open verlor sie bereits in der ersten Runde der Qualifikation. Bei den Ando Securities Open Tokyo erreichte sie im Damendoppel zusammen mit ihrer Partnerin Yūki Tanaka das Viertelfinale.
2018 verlor sie zu Beginn des Jahres bereits in der ersten Runde der Qualifikation zu den Taiwan Open gegen Dalila Jakupović mit 5:7 und 2:6. Ebenfalls in der ersten Runde war bereits Schluss bei der Qualifikation zu den Toray Pan Pacific Open, wo sie gegen Landsfrau Misaki Doi mit 0:6 und 2:6 verlor.
2019 erreichte sie bei den Hana-cupid Japan Women’s Open zusammen mit Partnerin Junri Namigata das Halbfinale im Damendoppel. Bei den Ando Securities Open Tokyo schafften es die beiden ins Finale, das sie dann aber mit 3:6 und 3:6 gegen Choi Ji-hee und Han Na-lae verloren. Beim Challenger Banque Nationale de Granby holten sich die beiden den Titel und gewannen 7:65, 5:7 und [10:8] gegen das US-amerikanische Duo Quinn Gleason und Ingrid Neel. Zusammen mit Guo Hanyu erreichte Kaji das Halbfinale der Pingshan Open.
2020 erreichten sie das Halbfinale der Shimadzu All Japan Indoor Tennis Championships.
2021 trat Kaji im Dameneinzel bei den World Tennis Tour W60 Open Araba en Femenino an, verlor aber bereits ihr Auftaktmatch gegen ihre Landsfrau Mai Hontama klar mit 0:6 und 2:6. Ebenso klar verlor sie in der ersten Runde der Berkeley Tennis Club Women’s Challenge gegen Victoria Duval mit 2:6 und 1:6.

## Turniersiege

### Einzel
| Nr. | Datum             | Turnier    | Kategorie   | Belag     | Finalgegnerin       | Ergebnis              |
| --- | ----------------- | ---------- | ----------- | --------- | ------------------- | --------------------- |
| 1.  | 20. Dezember 2015 | Hongkong   | ITF $10.000 | Hartplatz | Tori Kinard         | 6:1, 3:6, 2:2 Aufgabe |
| 2.  | 18. Juni 2017     | Kōfu       | ITF $25.000 | Hartplatz | Olivia Tjandramulia | 6:1, 6:3              |
| 3.  | 6. August 2017    | Nonthaburi | ITF $15.000 | Hartplatz | Lee Hua-chen        | 6:4, 6:1              |
| 4.  | 31. Dezember 2017 | Hongkong   | ITF $15.000 | Hartplatz | Hiroko Kuwata       | 4:6, 6:2, 7:64        |
| 5.  | 2. Oktober 2022   | Nanao      | ITF W25     | Teppich   | Momoko Kobori       | 3:6, 6:3, 6:3         |
| 6.  | 16. Oktober 2022  | Hamamatsu  | ITF W25     | Teppich   | Ikumi Yamazaki      | kampflos              |
| 7.  | 23. März 2025     | Kōfu       | ITF W50     | Hartplatz | Himeno Sakatsume    | 7:62, 6:3             |

### Doppel
| Nr. | Datum           | Turnier   | Kategorie   | Belag     | Partnerin      | Finalgegnerinnen               | Ergebnis          |
| --- | --------------- | --------- | ----------- | --------- | -------------- | ------------------------------ | ----------------- |
| 1.  | 21. März 2015   | Kōfu      | ITF $10.000 | Hartplatz | Aiko Yoshitomi | Rika Fujiwara Akari Inoue      | 6:2, 6:3          |
| 2.  | 18. Juni 2016   | Kaohsiung | ITF $10.000 | Hartplatz | Erina Hayashi  | Chen Pei-hsuan Wu Fang-hsien   | 6:4, 3:6, [10:7]  |
| 3.  | 15. Juni 2018   | Singapur  | ITF $25.000 | Sand      | Akiko Ōmae     | Han Na-lae Lee So-ra           | 7:5, 6:2          |
| 4.  | 2. Februar 2019 | Jodhpur   | ITF W25     | Hartplatz | Mana Ayukawa   | Eri Hozumi Miyabi Inoue        | 7:64, 4:6, [10:5] |
| 5.  | 22. Juni 2019   | Jakarta   | ITF W25     | Hartplatz | Junri Namigata | Beatrice Gumulya Jessy Rompies | 6:2, 4:6, [10:7]  |
| 6.  | 27. Juli 2019   | Granby    | ITF W80     | Hartplatz | Junri Namigata | Quinn Gleason Ingrid Neel      | 7:65, 5:7, [10:8] |